# WTA German Open 2022
WTA German Open 2022 (cunoscut și ca Bett1open din motive de sponsorizare) este un turneu WTA Premier disputat pe terenuri cu iarbă în aer liber. Este cea de-a 95-a ediție a turneului de nivel WTA 500 din sezonul Turul WTA 2022. Evenimentul are loc la Clubul de Tenis Rot-Weiss din Berlin, Germania, în perioada 13-19 iunie 2022.

## Campioni

### Simplu
Pentru mai multe informații consultați WTA German Open 2022 – Simplu

### Dublu
Pentru mai multe informații consultați WTA German Open 2022 – Dublu

## Puncte
| Probă  | C   | F   | SF  | QF  | R16 | R2  | Q   | Q2  | Q1  |
| Simplu | 470 | 305 | 185 | 100 | 55  | 1   | 25  | 13  | 1   |
| Dublu  | 470 | 305 | 185 | 100 | 1   | N/A | N/A | N/A | N/A |